# Københavns Hippodrom
Københavns Hippodrom, Aktieselskabet Kjøbenhavns Hippodrom, Hippodromet Kjøbenhavn var fra 1847 "Tattersall" og "en med Rideskole forenet offentlig Ridebane", samt en dansk cirkus i 1855. Herefter blev Hippodromet ombygget til teatersal af teatermanden Hans Wilhelm Lange (1815–1873) og genåbnede i 1857 som Folketeatret. Staldbygningerne blev bygget om til påklædningsværelser og foyer, mens elefantstalden kom til at fungere som portnerloge.

## Historie
Nørregade og Nørre Kvarter var igennem århundrede domineret af bryggere og bryggergårde. Under det engelske bombardement af København i 1807 blev brygger Stephan Pedersen Hegers gamle bryggergård fra 1784 i Nørregade 39 hårdt ramt. Adam Oehlenschläger beskrev det med, at den "sank i knæ for fædrelandet". Sønnen Hans Heger (1747–1819), der havde arvet bryggergården, lod den og bagved liggende lysthave ombygge i 1847 til Hippodrom, navngivet Hippodromet Kjøbenhavn. Det havde en kombineret "Tattersall" og "en med Rideskole forenet offentlig Ridebane". Tattersall havde navn efter et hestemarked i London. I Tattersalen blev der afholdt flere skelsættende politiske møder. Det var blandt andet her man i 1848 appellerede til kongen om, at indføre demokratiske tilstande, så folket ikke skulle gribe til "fortvivlelsens selvhjælp".
Da Hippodromet ikke indbragte det forventede overskud, blev det efter en ombygning indrettet som cirkus i 1855.
Teatermanden Hans Wilhelm Lange (1815–1873), der nød Frederik VIIs og grevinde Danners protektion. fik i 1855 ved kongens og grevindens hjælp overladt Hofteatret på Christiansborg. Her fungerede han kun i en enkelt sæson, men denne var så succesfuld, at han året efter havde råd til at leje Aktieselskabet Kjøbenhavns Hippodrom i Nørregade. Han lod arkitekten Harald Conrad Stilling (1815–1891) ombygge komplekset mellem 1855 og 1857 til teaterbygning, der fik navnet Folketeateret. Staldbygningerne blev bygget om til påklædningsværelser og foyer, mens elefantstalden kom til at fungere som portnerloge.
I 1973 blev Kjøbenhavns Hippodrom atter cirkus i en enkelt vintersæson, da illusionisten Kenn Anker Petersen og cirkusdirektør Benny Berdino sammen etablerede "Cirkus Kenbenny".